# 譚人鳳
譚 人鳳（たん じんほう）は清末民初の革命家。号は石屏。中国同盟会以来の革命派人士で、辛亥革命・第二革命（二次革命）・護国戦争（第三革命）・護法運動に参加した。

## 事跡

### 清末の活動
13歳で秀才となり、16歳で洪門（会党）の組織に加わる。日清戦争後、新学に接し、反清・革命の思想へと進むことになった。1903年（光緒29年）頃から地元で小学の校長をつとめる傍ら、革命のための秘密組織を結成している。しかし事が漏れたため、1906年（光緒32年）冬に日本へ亡命した。
日本では、黄興の紹介により中国同盟会に加入した。まもなく湖南に戻って蜂起を企むが失敗し、再び日本に戻り、法政学校で学んだ。1908年（光緒34年）1月、安南（ベトナム）へ向かい、孫文（孫中山）の蜂起を支援したが、失敗に終わり、日本に戻っている。その後も、中国に戻って革命派組織の結集・連絡に従事し、広州での蜂起にも参画した。

### 辛亥革命での活躍
1911年（宣統3年）6月より、湖北省で孫武・居正らの蜂起計画に参与した。また、上海にも赴いて、7月31日には宋教仁・陳其美らと同盟会中部総会を設立している。8月2日、譚人鳳は中部総会の総務会議議長に選出された。また、香港の黄興との連携も確立している。
同年10月10日、武昌起義が勃発すると、譚人鳳は直ちに漢口へ急行し、湖北軍政府の樹立に協力した。同月26日、譚はさらに湖南省に向かい、湖南軍政府に協力しようとする。ところが、湖南軍政府では革命派と立憲派の対立が激化し、立憲派の策動により都督焦達峰と副都督陳作新が殺害され、立憲派の譚延闓が新たに都督とされた。譚人鳳は止むを得ず湖北に戻るが、湖北軍政府は漢陽を失うなど苦戦の最中であった。譚人鳳は武昌防禦使兼北面招討使として、革命派の軍を統率している。
11月30日、漢口で革命派の各省代表会議の第1回会議が開催された。譚人鳳は湖南省代表として出席し、あわせて議長に選出されている。12月3日、各省代表会議は臨時政府組織大綱を議決し、即日公布した。

### 民初の活動
中華民国成立後、譚人鳳は宋教仁から国民党参加を呼びかけられたが、政党を組織しての反袁世凱闘争に疑問を抱き、これには参加しなかった。1913年（民国2年）3月、宋が袁の刺客に殺害されると、譚は第二革命（二次革命）に参加したが、敗北して日本に亡命した。日本では、孫文の中華革命党と黄興の欧事研究会が組織され、双方が対立する事態となる。譚はいずれにも参加せず、両派の斡旋に心を砕いた。
1916年（民国5年）春、譚人鳳は帰国して護国戦争（第三革命）に参与し、漢口や山東省で活動した。1917年（民国6年）からの護法運動でも孫文を補佐して、主に広東省、福建省で構成員間の連絡に従事している。後に病気のため上海で静養することになった。
1920年（民国9年）4月24日、上海で病没。享年61。1935年（民国24年）7月、国民政府から陸軍上将位を追贈された。
没後、彼の遺児が北一輝に引き取られ北大輝として、彼の養子となり、育つ。

## 注
1. ↑  具体的にどこの学校かは不詳。周天度「譚人鳳」、78頁は、単に「法政学校」と記載しているのみである。徐友春主編『民国人物大辞典 増訂版』、2807頁は「東京法政学校」と記載しているが、この名称の学校は過去に存在したことが無い。可能性としては法政大学の前身である和仏法律学校法政大学等が考えられる。
2. ↑  ただし、都督となった後の譚延闓は革命に非常に協力的であり、孫文の帰国も支持している。
3. ↑  周、80頁。及川恒忠『支那政治組織の研究』、249頁。一方、楊鴻年・欧陽鑫『中国政制史』、401頁は、11月28日に各省代表会議第1回会議が開催、30日に臨時政府組織大綱が議決、公布としている。